# Nubiella intergona
Nubiella intergona is een hydroïdpoliep uit de familie Bougainvilliidae. De poliep komt uit het geslacht Nubiella. Nubiella intergona werd in 2009 voor het eerst wetenschappelijk beschreven door Xu, Huang & Lin. 